# Дискография The Human League
Дискография британской синтипоп-группы The Human League насчитывает 9 студийных альбомов, 8 мини-альбомов, 30 синглов, 4 видеоальбома, 1 концертный альбом, 10 сборников.
Дебютный сингл «Being Boiled» был издан в 1978 году, а и их первый альбом Reproduction — был выпущен в 1979 году.
Однако релизы «Empire State Human», Holiday '80 и Travelogue принесли группе популярность, а самым продаваемым диском коллектива стал Dare, возглавивший британский, новозеландский и шведский чарты в 1981 году. Британская ассоциация производителей фонограмм присвоила ему трёхкратный платиновый статус, Канадская ассоциация звукозаписывающих компаний — платиновый, а Американская ассоциация звукозаписывающих компаний — золотой. Всего было продано более 5 миллионов экземпляров альбома. Синглы «Love Action (I Believe in Love)», «Open Your Heart» попали в лучшую десятку в Великобритании, а «Don't You Want Me» возглавил британский чарт синглов и американский Billboard Hot 100. Синглы «(Keep Feeling) Fascination» и «Mirror Man» добрались до второй позиции в британском чарте.
Следующие релизы The Human League — Hysteria (1984) и Crash (1986) были менее успешными в коммерческом плане, однако сингл «Human» с диска Crash возглавил американский хит-парад и канадский чарт синглов. Кроме того, «Human» был сертифицирован Канадской ассоциацией звукозаписывающих компаний как золотой. Hysteria и Crash были проданы тиражом в 2 миллиона копий. Изданный в 1988 году сборник лучших песен группы Greatest Hits занял 3-е место в Великобритании, и там же получил платиновый статус. Диск 1990 года Romantic? не был успешен, и продавался хуже предыдущих, но изданный в 1995 году альбом Octopus был продан тиражом в 80 000 копий в Великобритании, и занял шестое место в британском чарте. Изданные позднее альбомы Secrets (2001) и Credo (2011) не смогли достичь успеха своих предшественников, поэтому сборник 2003 года The Very Best of The Human League остается последним успешным релизом коллектива. Всего The Human League продали более 20 миллионов своих записей.
Все коды названий стран в статье приведены в соответствии со стандартом ГОСТ 7.67-2003.

## Студийные альбомы
| Год                                       | Описание                                                                                   | Максимальные позиции в чартах | Максимальные позиции в чартах | Максимальные позиции в чартах | Максимальные позиции в чартах | Максимальные позиции в чартах | Максимальные позиции в чартах | Максимальные позиции в чартах | Максимальные позиции в чартах | Максимальные позиции в чартах | Максимальные позиции в чартах | Максимальные позиции в чартах | Максимальные позиции в чартах | Максимальные позиции в чартах | Максимальные позиции в чартах | Максимальные позиции в чартах | Максимальные позиции в чартах | Максимальные позиции в чартах | Сертификации                        |
| Год                                       | Описание                                                                                   | ВЕЛ                           | АВС                           | АВТ                           | БЕЛ                           | ГЕР                           | ДАН                           | ИЗР                           | ИТА                           | КАН                           | НИД                           | НОЗ                           | НОР                           | ПОР                           | США                           | ФРА                           | ШВА                           | ШВЕ                           | Сертификации                        |
| ----------------------------------------- | ------------------------------------------------------------------------------------------ | ----------------------------- | ----------------------------- | ----------------------------- | ----------------------------- | ----------------------------- | ----------------------------- | ----------------------------- | ----------------------------- | ----------------------------- | ----------------------------- | ----------------------------- | ----------------------------- | ----------------------------- | ----------------------------- | ----------------------------- | ----------------------------- | ----------------------------- | ----------------------------------- |
| 1979                                      | Reproduction - Релиз: Октябрь - Лейбл: Virgin - Форматы: LP, CS, CD                        | 34                            | —                             | —                             | —                             | —                             | —                             | —                             | —                             | —                             | —                             | —                             | —                             | —                             | —                             | —                             | —                             | —                             | :Золотой                            |
| 1980                                      | Travelogue - Релиз: 23 мая - Лейбл: Virgin - Форматы: LP, CS, CD                           | 16                            | —                             | —                             | —                             | —                             | —                             | —                             | —                             | —                             | —                             | —                             | —                             | —                             | —                             | —                             | —                             | —                             | :Золотой                            |
| 1981                                      | Dare - Релиз: 16 октября - Лейбл: Virgin - Форматы: LP, CS, CD, SACD                       | 1                             | 3                             | —                             | —                             | 19                            | 8                             | 9                             | 15                            | 1                             | 11                            | 1                             | 6                             | 2                             | —                             | 5                             | —                             | 1                             | :3x платиновый :Платиновый :Золотой |
| 1984                                      | Hysteria - Релиз: 7 мая - Лейбл: Virgin - Форматы: LP, CS, CD                              | 3                             | —                             | —                             | —                             | 44                            | —                             | —                             | —                             | 43                            | 16                            | 9                             | —                             | —                             | —                             | —                             | —                             | 6                             | :Золотой                            |
| 1986                                      | Crash - Релиз: 8 сентября - Лейбл: Virgin - Форматы: LP, CS, CD                            | 7                             | —                             | —                             | —                             | 14                            | —                             | —                             | —                             | 25                            | 40                            | 33                            | —                             | —                             | 24                            | —                             | —                             | 32                            | :Золотой                            |
| 1990                                      | Romantic? - Релиз: 23 сентября - Лейбл: Virgin - Форматы: LP, CS, CD                       | 24                            | —                             | —                             | —                             | —                             | —                             | —                             | —                             | —                             | —                             | —                             | —                             | —                             | —                             | —                             | —                             | —                             |                                     |
| 1995                                      | Octopus - Релиз: 23 января - Лейбл: EastWest - Форматы: LP, CS, CD                         | 6                             | —                             | —                             | —                             | 76                            | —                             | —                             | —                             | —                             | —                             | —                             | —                             | —                             | —                             | —                             | —                             | —                             | :Золотой                            |
| 2001                                      | Secrets - Релиз: 6 августа - Лейбл: Papillon Records - Форматы: CD, CS                     | 44                            | —                             | —                             | —                             | 64                            | —                             | —                             | —                             | —                             | —                             | —                             | —                             | —                             | —                             | —                             | —                             | —                             |                                     |
| 2011                                      | Credo - Релиз: 21 марта - Лейблы: Wall of Sound PIAS Entertainment Group - Форматы: LP, CD | 44                            | —                             | —                             | 85                            | 57                            | —                             | —                             | —                             | —                             | —                             | —                             | —                             | —                             | —                             | —                             | —                             | —                             |                                     |
| «—» ставится, если альбом не попал в чарт |                                                                                            |                               |                               |                               |                               |                               |                               |                               |                               |                               |                               |                               |                               |                               |                               |                               |                               |                               |                                     |

## Сборники
| 1988                                      | Greatest Hits - Релиз: 31 октября - Лейбл: Virgin - Форматы: LP, CS, CD                           | 3  | — | — | — | 48 | — | — | — | — | :2х Платиновый |
| 1995                                      | Greatest Hits (переиздание) - Релиз: Ноябрь - Лейбл: Virgin - Формат: CD                          | 28 | — | — | — | —  | — | — | — | — | :Золотой       |
| 1996                                      | Soundtrack to a Generation - Релиз: 30 июля - Лейбл: Disky - Формат: CD                           | —  | — | — | — | —  | — | — | — | — |                |
| 1997                                      | The Best of The Human League - Релиз: - Лейбл: Virgin - Формат: CD                                | —  | — | — | — | —  | — | — | — | — | :Серебряный    |
| 1998                                      | The Very Best of The Human League - Релиз: Июль - Лейбл: Ark 21 Records - Формат: CD              | —  | — | — | — | —  | — | — | — | — |                |
| 2002                                      | Dare/Love and Dancing - Релиз: - Лейбл: Virgin - Формат: CD                                       | —  | — | — | — | —  | — | — | — | — |                |
| 2003                                      | The Very Best of The Human League (переиздание) - Релиз: 15 сентября - Лейбл: Virgin - Формат: CD | 24 | — | — | — | —  | — | — | — | — | :Серебряный    |
| 2003                                      | Crash/Dare - Релиз: - Лейбл: Virgin - Формат: CD                                                  | —  | — | — | — | —  | — | — | — | — |                |
| 2008                                      | The Things That Dreams Are Made Of - Релиз: - Лейблы: Hooj Choons, No Future - Форматы: CD, ЦД    | —  | — | — | — | —  | — | — | — | — |                |
| 2011                                      | Essential - Релиз: 31 октября - Лейбл: EMI - Формат: CD                                           | —  | — | — | — | —  | — | — | — | — |                |
| 2012                                      | Greatest Hits On CD & DVD - Релиз: 24 августа - Лейбл: EMI - Форматы: CD + DVD                    | —  | — | — | — | —  | — | — | — | — |                |
| 2013                                      | All the Best - Релиз: 5 марта - Лейбл: EMI - Формат: CD                                           | —  | — | — | — | —  | — | — | — | — |                |
| 2013                                      | Gold - Релиз: З декабря - Лейбл: Universal - Формат: CD                                           | —  | — | — | — | —  | — | — | — | — |                |
| «—» ставится, если альбом не попал в чарт |                                                                                                   |    |   |   |   |    |   |   |   |   |                |

## Концертные альбомы и альбомы ремиксов
| 2005                                      | Live at the Dome - Релиз: 23 августа - Лейбл: Secret Records - Форматы: CD (+DVD) - Примечание: концертный альбом | — | — | — | — | — | — | — | — | — |
| 2005                                      | Original Remixes and Rarities - Релиз: Ноябрь - Лейбл: Virgin - Формат: CD - Примечание: альбом ремиксов          | — | — | — | — | — | — | — | — | — |
| «—» ставится, если альбом не попал в чарт | |   |   |   |   |   |   |   |   |   |

## Мини-альбомы
| 1979                                      | Dignity of Labour Pts. 1 — 4 - Релиз: Апрель - Лейбл: Fast Product - Формат: LP | — | — | — | —  | — | — | — | — | — | — |
| 1980                                      | Holiday '80 - Релиз: Апрель - Лейбл: Virgin - Формат: LP                        | — | — | — | —  | — | — | — | — | — | — |
| 1983                                      | Fascination! - Релиз: - Лейбл: Virgin - Форматы: LP, ЦД, CS                     | — | — | — | 40 | — | — | — | — | — | — |
| 2003                                      | Remixes (Part 1) - Релиз: - Лейбл: Virgin - Формат: LP                          | — | — | — | —  | — | — | — | — | — | — |
| 2003                                      | Remixes (Part 2) - Релиз: - Лейбл: Virgin - Формат: LP                          | — | — | — | —  | — | — | — | — | — | — |
| 2003                                      | Remixes (Part 3) - Релиз: 19 мая - Лейбл: Virgin - Формат: LP                   | — | — | — | —  | — | — | — | — | — | — |
| 2003                                      | Remixes (Part 4) - Релиз: 5 мая - Лейбл: Virgin - Формат: LP                    | — | — | — | —  | — | — | — | — | — | — |
| 2003                                      | Remixes (Part 5) - Релиз: - Лейбл: Virgin - Формат: LP                          | — | — | — | —  | — | — | — | — | — | — |
| «—» ставится, если альбом не попал в чарт |                                                                                 |   |   |   |    |   |   |   |   |   |   |

## Видеоальбомы
| 1983                                      | Video Single - Релиз: Август - Лейбл: Virgin - Формат: VHS                           | — | — | — | — | — | — | — | — | — |
| 1988                                      | Greatest Hits - Релиз: Ноябрь - Лейблы: Virgin, PolyGram - Формат: VHS               | — | — | — | — | — | — | — | — | — |
| 2003                                      | The Very Best of The Human League - Релиз: 29 сентября - Лейбл: Virgin - Формат: DVD | — | — | — | — | — | — | — | — | — |
| 2004                                      | Live at the Dome - Релиз: Ноябрь - Лейбл: Secret Films - Формат: DVD                 | — | — | — | — | — | — | — | — | — |
| «—» ставится, если альбом не попал в чарт |                                                                                      |   |   |   |   |   |   |   |   |   |

## Синглы
| Год                                      | Название                             | Максимальные позиции в чартах | Максимальные позиции в чартах | Максимальные позиции в чартах | Максимальные позиции в чартах | Максимальные позиции в чартах | Максимальные позиции в чартах | Максимальные позиции в чартах | Максимальные позиции в чартах | Максимальные позиции в чартах | Максимальные позиции в чартах | Максимальные позиции в чартах | Максимальные позиции в чартах | Максимальные позиции в чартах | Максимальные позиции в чартах | Максимальные позиции в чартах | Максимальные позиции в чартах | Максимальные позиции в чартах | Максимальные позиции в чартах | Сертификации         |
| Год                                      | Название                             | ВЕЛ                           | АВС                           | АВТ                           | БЕЛ                           | ГЕР                           | ИЗР                           | ИРЯ                           | ИСП                           | ИТА                           | КАН                           | НИД                           | НОЗ                           | НОР                           | США                           | ФРА                           | ШВА                           | ШВЕ                           | ЮЖН                           | Сертификации         |
| ---------------------------------------- | ------------------------------------ | ----------------------------- | ----------------------------- | ----------------------------- | ----------------------------- | ----------------------------- | ----------------------------- | ----------------------------- | ----------------------------- | ----------------------------- | ----------------------------- | ----------------------------- | ----------------------------- | ----------------------------- | ----------------------------- | ----------------------------- | ----------------------------- | ----------------------------- | ----------------------------- | -------------------- |
| 1978                                     | «Being Boiled/Circus of Death»       | 6                             | —                             | 17                            | —                             | 6                             | —                             | 10                            | —                             | —                             | —                             | —                             | —                             | —                             | —                             | —                             | —                             | —                             | —                             |                      |
| 1979                                     | «Empire State Human»                 | 62                            | —                             | —                             | —                             | —                             | —                             | —                             | —                             | —                             | —                             | —                             | —                             | —                             | —                             | —                             | —                             | —                             | —                             |                      |
| 1980                                     | «Only After Dark»                    | —                             | —                             | —                             | —                             | —                             | —                             | —                             | —                             | —                             | —                             | —                             | —                             | —                             | —                             | —                             | —                             | —                             | —                             |                      |
| 1980                                     | «Holiday '80»                        | 56                            | —                             | —                             | —                             | —                             | —                             | —                             | —                             | —                             | —                             | —                             | —                             | —                             | —                             | —                             | —                             | —                             | —                             |                      |
| 1980                                     | «Rock'n'Roll»                        | —                             | —                             | —                             | —                             | —                             | —                             | —                             | —                             | —                             | —                             | —                             | —                             | —                             | —                             | —                             | —                             | —                             | —                             |                      |
| 1981                                     | «Boys and Girls»                     | 48                            | —                             | —                             | —                             | —                             | —                             | —                             | —                             | —                             | —                             | —                             | —                             | —                             | —                             | —                             | —                             | —                             | —                             |                      |
| 1981                                     | «The Sound of the Crowd»             | 12                            | —                             | —                             | —                             | —                             | —                             | 22                            | —                             | —                             | —                             | —                             | —                             | —                             | —                             | —                             | —                             | —                             | —                             |                      |
| 1981                                     | «Love Action (I Believe in Love)»    | 3                             | 12                            | —                             | —                             | —                             | —                             | 11                            | —                             | —                             | —                             | —                             | 21                            | —                             | —                             | —                             | —                             | —                             | —                             | :Серебряный :Золотой |
| 1981                                     | «Open Your Heart»                    | 6                             | —                             | —                             | 12                            | —                             | —                             | 8                             | —                             | —                             | —                             | 20                            | 43                            | —                             | —                             | —                             | —                             | —                             | —                             | :Серебряный          |
| 1981                                     | «Don't You Want Me»                  | 1                             | 5                             | —                             | 1                             | 5                             | 2                             | 1                             | 3                             | 15                            | 1                             | 6                             | 1                             | 1                             | 1                             | 13                            | 4                             | 3                             | 2                             | :Платиновый :Золотой |
| 1982                                     | «The Things That Dreams Are Made Of» | —                             | —                             | —                             | —                             | —                             | —                             | —                             | —                             | —                             | —                             | —                             | —                             | —                             | —                             | —                             | —                             | —                             | —                             |                      |
| 1982                                     | «Mirror Man»                         | 2                             | 4                             | —                             | 17                            | 49                            | —                             | 1                             | —                             | —                             | 7                             | 31                            | 23                            | —                             | 30                            | 84                            | —                             | 19                            | 19                            | :Серебряный          |
| 1983                                     | «(Keep Feeling) Fascination»         | 2                             | —                             | —                             | 24                            | —                             | —                             | 2                             | —                             | —                             | 13                            | —                             | 3                             | —                             | 8                             | —                             | —                             | 18                            | 16                            | :Серебряный :Золотой |
| 1984                                     | «The Lebanon»                        | 11                            | —                             | —                             | 16                            | —                             | —                             | 4                             | —                             | —                             | 78                            | 18                            | 13                            | —                             | 64                            | —                             | —                             | —                             | —                             |                      |
| 1984                                     | «Life on Your Own»                   | 16                            | —                             | —                             | —                             | —                             | —                             | 15                            | —                             | —                             | —                             | —                             | 45                            | —                             | —                             | —                             | —                             | —                             | —                             |                      |
| 1984                                     | «Louise»                             | 13                            | —                             | —                             | —                             | —                             | —                             | 7                             | —                             | —                             | —                             | —                             | —                             | —                             | —                             | —                             | —                             | —                             | —                             |                      |
| 1986                                     | «Human»                              | 8                             | —                             | —                             | 11                            | 5                             | —                             | 5                             | —                             | 17                            | 1                             | 16                            | 4                             | —                             | 1                             | 77                            | 25                            | —                             | 9                             | :Золотой             |
| 1986                                     | «I Need Your Loving»                 | 72                            | —                             | —                             | 29                            | —                             | —                             | —                             | —                             | —                             | 67                            | —                             | —                             | —                             | 44                            | —                             | —                             | —                             | —                             |                      |
| 1986                                     | «Love Is All That Matters»           | 41                            | —                             | —                             | —                             | —                             | —                             | 27                            | —                             | —                             | —                             | —                             | —                             | —                             | —                             | —                             | —                             | —                             | —                             |                      |
| 1990                                     | «Heart Like a Wheel»                 | 29                            | —                             | —                             | —                             | 36                            | —                             | —                             | —                             | 37                            | 43                            | —                             | —                             | —                             | 32                            | —                             | —                             | —                             | —                             |                      |
| 1990                                     | «Soundtrack to a Generation»         | 77                            | —                             | —                             | —                             | —                             | —                             | —                             | —                             | —                             | —                             | —                             | —                             | —                             | —                             | —                             | —                             | —                             | —                             |                      |
| 1994                                     | «Tell Me When»                       | 6                             | —                             | —                             | 21                            | 53                            | —                             | 9                             | —                             | —                             | 17                            | —                             | 47                            | —                             | 31                            | —                             | —                             | —                             | —                             |                      |
| 1995                                     | «One Man in My Heart»                | 13                            | —                             | —                             | —                             | 90                            | —                             | 29                            | —                             | —                             | —                             | —                             | —                             | —                             | —                             | —                             | —                             | —                             | —                             |                      |
| 1995                                     | «Filling Up with Heaven»             | 36                            | —                             | —                             | —                             | —                             | —                             | —                             | —                             | —                             | —                             | —                             | —                             | —                             | —                             | —                             | —                             | —                             | —                             |                      |
| 1995                                     | «Don't You Want Me» (переиздание)    | 16                            | —                             | —                             | —                             | —                             | —                             | —                             | —                             | —                             | —                             | —                             | —                             | —                             | —                             | —                             | —                             | —                             | —                             |                      |
| 1995                                     | «Stay with Me Tonight»               | 40                            | —                             | —                             | —                             | —                             | —                             | —                             | —                             | —                             | —                             | —                             | —                             | —                             | —                             | —                             | —                             | —                             | —                             |                      |
| 2001                                     | «All I Ever Wanted»                  | 47                            | —                             | —                             | —                             | —                             | —                             | —                             | —                             | —                             | —                             | —                             | —                             | —                             | —                             | —                             | —                             | —                             | —                             |                      |
| 2003                                     | «Love Me Madly?»                     | —                             | —                             | —                             | —                             | —                             | —                             | —                             | —                             | —                             | —                             | —                             | —                             | —                             | —                             | —                             | —                             | —                             | —                             |                      |
| 2010                                     | «Night People»                       | —                             | —                             | —                             | —                             | —                             | —                             | —                             | —                             | —                             | —                             | —                             | —                             | —                             | —                             | —                             | —                             | —                             | —                             |                      |
| 2010                                     | «Never Let Me Go»                    | —                             | —                             | —                             | —                             | —                             | —                             | —                             | —                             | —                             | —                             | —                             | —                             | —                             | —                             | —                             | —                             | —                             | —                             |                      |
| 2011                                     | «Egomaniac»                          | —                             | —                             | —                             | —                             | —                             | —                             | —                             | —                             | —                             | —                             | —                             | —                             | —                             | —                             | —                             | —                             | —                             | —                             |                      |
| 2014                                     | «Don't You Want Me»                  | 19                            | —                             | —                             | —                             | —                             | —                             | —                             | —                             | —                             | —                             | —                             | —                             | —                             | —                             | —                             | —                             | —                             | —                             |                      |
| «—» ставится, если сингл не попал в чарт |                                      |                               |                               |                               |                               |                               |                               |                               |                               |                               |                               |                               |                               |                               |                               |                               |                               |                               |                               |                      |

## Совместные издания
| 1982                                                | Don't You Want Me/II Miglior Amico - Релиз: - Лейблы: Virgin, Casa Ricordi - Формат: LP - Примечание: совместное издание The Human League и Джорджио Беттинелли.                                                        | — | — | — | — | — | — | — | — | — | —  |
| 1983                                                | Fascination/Telegraph - Релиз: - Лейбл: Virgin - Формат: LP - Примечание: совместное издание The Human League и Orchestral Manoeuvres in the Dark.                                                                      | — | — | — | — | — | — | — | — | — | —  |
| 1984                                                | Sincerità / The Lebanon - Релиз: - Лейбл: Virgin - Формат: LP - Примечание: совместное издание The Human League и Риккардо Коччанте.                                                                                    | — | — | — | — | — | — | — | — | — | —  |
| 1990                                                | Heart Like a Wheel / I've Got You Under My Skin - Релиз: - Лейбл: Virgin - Формат: CD - Примечание: совместное издание The Human League и Нене Черри.                                                                   | — | — | — | — | — | — | — | — | — | —  |
| 1993                                                | YMO Versus The Human League - Релиз: 21 апреля - Лейбл: Alfa Records - Формат: CD - Примечание: совместное издание The Human League и Yellow Magic Orchestra.                                                           | — | — | — | — | — | — | — | — | — | 84 |
| 1994                                                | Tell Me When/Solo Baci - Релиз: - Лейбл: EastWest, CGD - Формат: LP - Примечание: совместное издание The Human League и Dirotta su Cuba.                                                                                | — | — | — | — | — | — | — | — | — | —  |
| 2002                                                | The Golden Hour of the Future - Релиз: 20 октября - Лейбл: Black Melody - Форматы: CD - Примечание: компиляция ранних демозаписей The Future и The Human League.                                                        | — | — | — | — | — | — | — | — | — | —  |
| 2002                                                | In the Beginning Was Rhythm - Релиз: - Лейбл: Soul Jazz Records - Формат: LP - Примечание: совместное издание The Human League и A Certain Ratio.                                                                       | — | — | — | — | — | — | — | — | — | —  |
| 2002                                                | Made in Sheffield: The Birth of Electronic Pop - Релиз: - Лейбл: Sheffield Vision Ltd/Slackjaw Film Ltd - Форматы: DVD, VHS - Примечание: совместное издание The Human League, Heaven 17, ABC, Cabaret Voltaire и Pulp. | — | — | — | — | — | — | — | — | — | —  |
| «—» ставится, если альбом или сингл не попал в чарт | |   |   |   |   |   |   |   |   |   |    |

## Демо
| Год  | Название                  | Комментарии |
| ---- | ------------------------- | --- |
| 1978 | The Human League cassette | Издание альбома было ограниченным, заказать альбом можно было по почте через лейбл Fast Product. Первые аудиокассеты выпускались в рекламных целях, исключительно для ознакомления аудитории. В начале 1979 года кассета получила статус полуофициального релиза, став при этом доступной для заказа. Все треки были написаны Мартином Уэром, Яном Крейгом Маршом и Филипом Оки, за исключением You've Lost That Lovin' Feeling (Спектор, Мэнн, Уэйл), The Dignity of Labour, Dancevision и Toyota City (Уэр, Марш).                                                            |
| 1979 | Taverner Tape             | Аудиокассета с демо была записана в тот момент, когда группа искала лейбл для записи своих творений. Запись была названа благодаря появлению на аудиокассете диалога Оки с самим собой от лица вымышленного телеведущего Джейсона Тэвернера. Содержит как поп-композиции, так и инструментальные мелодии (Interface и Toyota City). Все треки были написаны Мартином Уэром, Яном Крейгом Маршом и Филипом Оки, за исключением You've Lost That Lovin' Feeling (Спектор, Мэнн, Уэйл) и Toyota City (Уэр, Марш). Аудиокассета не доступна. Демоверсии песен также доступны на CD. |

## Другие релизы
Релиз, представленный ниже, был издан группой под псевдонимом The Men. 
| 1979                                                | «I Don't Depend on You» - Релиз: Июль - Формат: LP - Лейбл: Virgin | — | — | — | — | — | — |
| «—» ставится, если альбом или сингл не попал в чарт |                                                                    |   |   |   |   |   |   |

Релизы, представленные ниже, были изданы группой под псевдонимом The League Unlimited Orchestra. 
| 1981                                                | Love and Dancing - Релиз: - Форматы: LP, CS, CD - Лейбл: Virgin | 3 | — | — | 20 | — | — | 35 |
| 1982                                                | Love Action - Релиз: - Формат: LP - Лейбл: Virgin               | — | — | — | —  | — | — | —  |
| «—» ставится, если альбом или сингл не попал в чарт |                                                                 |   |   |   |    |   |   |    |

## Видеоклипы
| Год  | Название                          | Режиссёр                        |
| ---- | --------------------------------- | ------------------------------- |
| 1979 | «Circus of Death»                 | Рассел Малкэхи                  |
| 1979 | «Empire State Human»              | Рассел Малкэхи                  |
| 1981 | «Love Action (I Believe in Love)» | Стив Бэррон                     |
| 1981 | «Open Your Heart»                 | Брайан Грант                    |
| 1981 | «Don't You Want Me»               | Стив Бэррон                     |
| 1982 | «Mirror Man»                      | Брайан Даффи                    |
| 1983 | «(Keep Feeling) Fascination»      | Стив Бэррон                     |
| 1984 | «The Lebanon»                     | Саймон Милн                     |
| 1984 | «Life on Your Own»                | Саймон Милн                     |
| 1984 | «Louise»                          | Стив Бэррон                     |
| 1986 | «Human»                           | Энди Морэхен                    |
| 1986 | «I Need Your Loving»              | Энди Морэхен                    |
| 1986 | «Love Is All That Matters»        |                                 |
| 1990 | «Heart Like a Wheel»              | Энди Морэхен                    |
| 1990 | «Soundtrack to a Generation»      | Пит Корниш                      |
| 1995 | «Tell Me When»                    | Энди Морэхен                    |
| 1995 | «One Man in My Heart»             | Энди Морэхен                    |
| 1995 | «Filling Up with Heaven»          | Энди Морэхен (предположительно) |
| 2001 | «All I Ever Wanted»               |                                 |
| 2010 | «Night People»                    |                                 |
| 2011 | «Never Let Me Go»                 |                                 |

## Неизданный материал
Ниже перечислены релизы, которые официально не издавались или вообще не были изданы, в связи с чем в официальную дискографию группы не входят.
| Планируемая дата | Название         | Комментарии |
| ---------------- | ---------------- | --- |
| 1981             | The Future Tapes | Неизданный альбом проекта The Future. На волне успеха The Human League в 1981 году лейбл Virgin Records решил издать и ранний материал группы, записанный ещё до прихода Филипа Оки в группу. Однако изданию этого релиза воспротивился Оки, поскольку счёл, что никто из текущего на тот момент состава прибыль от релиза не получит, поскольку никто из них в его записи не участвовал. Под давлением Оки Virgin Records отказался от издания релиза, несмотря на объявленный анонс. Часть записей была издана лишь в 2002 году на The Golden Hour of the Future и Dance Like a Star. |
| 1981             | In Darkness      | Неофициальный альбом, выпущенный Virgin Records или BBC без согласования с The Human League, вследствие чего считается бутлегом. Содержит неизданный материал с кассеты Human League 1979 года и записи, сделанные в ночном эфире BBC Radio One в 1979 году. |

## Саундтреки
Список содержит лишь те композиции The Human League, которые входили в различные саундтреки, однако они не были написаны группой специально для них.
| Год  | Фильм/Игра                      | Альбом                                                                              | Песни                                                   |
| ---- | ------------------------------- | ----------------------------------------------------------------------------------- | ------------------------------------------------------- |
| 1982 | «Последний девственник Америки» | The Original Motion Picture Soundtrack — The Last American Virgin (Special Edition) | «Love Action (I Believe in Love)».                      |
| 1999 | Hunting Venus                   | Hunting Venus — A Soundtrack to the 80s                                             | «Don't You Want Me» «The Sound of the Crowd» «Seconds». |
| 2002 | Grand Theft Auto: Vice City     | Grand Theft Auto Vice City O.S.T — Volume 2: Wave 103                               | «(Keep Feeling) Fascination».                           |
| 2003 | Verschwende deine Jugend        | Verschwende Deine Jugend (Original Motion Picture Soundtrack)                       | «Being Boiled».                                         |
| 2008 | «Прах к праху»                  | Ashes to Ashes Original Soundtrack                                                  | «Love Action (I Believe in Love)».                      |
| 2008 | «Сын Рэмбо»                     | Son of Rambow — Music From The Motion Picture                                       | «Love Action (I Believe in Love)».                      |
| 2009 | «Ниндзя-убийца»                 | Ninja Assassin: Original Motion Picture Soundtrack                                  | «Being Boiled».                                         |
| 2009 | «Прах к праху»                  | Ashes To Ashes Series 2 Original Soundtrack                                         | «Mirror Man».                                           |
| 2009 | «Ушедшее время»                 | Awaydays — The Soundtrack That Inspired A Film                                      | «Being Boiled».                                         |

## Комментарии
1. ↑  Альбом попал в британский чарт в 1982 году.
2. ↑  Серебряный статус получило издание альбома 2005 года.
3. 1 2  Live at the Dome выходил как отдельно на DVD, так и в комплекте с CD.
4. ↑  Сингл вошел в британский, ирландский и австрийский чарты в 1982 году в связи с переизданием.
5. ↑  В 1982 сингл был переиздан и занял 46-ю позицию в UK Singles Chart.